# پرچم سومالی
پرچم سومالی، به‌عنوان پرچم ملی این کشور شناخته می‌شود و دارای تناسب ۲:۳ می‌باشد.

## نمادشناسی
ستاره پنج پر پرچم سومالی نشان دهنده پنج منطقه ای است که سومالیایی‌ها در آن ساکن هستند؛ یعنی جیبوتی، سومالی‌لند، منطقه سومالی در اتیوپی، استان شمال شرقی کنیا و سومالی؛ هرچند اکنون از یک پرچم قومی به پرچم ملی کشور سومالی تبدیل شده است.
رنگ آبی این پرچم، آسمان به علاوه خلیج عدن، کانال گواردافوی و دریای سومالی را نشان می‌دهد که در کنار کشور قرار دارند.